# Newgrounds
是一間美國娛樂網站和公司。網站能託管用戶提交的創作內容，例如遊戲、電影、音頻和藝術組合。還提供訪問者對用戶提交的內容投票，並藉此進行排名。
該網站的所有者湯姆·富爾普（Tom Fulp）創辦了網站，並於1995年在賓夕法尼亞州格倫賽德成立總部和辦事處。
自2006年以來，的口號是「一切，每個人（Everything, By Everyone）」。而在1995年到2006年間則是「未來的問題，就在今天！（The Problems Of The Future, Today!）」《時代》雜誌在2010年的「五十大網站」名單中將名列第39位。

## 外部連結
- 官方网站